# Île Saint-Jean (Nouvelle-France)
Pour les articles homonymes, voir Île Saint-Jean.
1713–1758
Entités précédentes :
- Acadie

Entités suivantes :
- Nouvelle-Écosse

L'île Saint-Jean est une colonie française ayant existé de 1713 à 1758, l'une des parties restantes de l'ancienne colonie d'Acadie avec l'île Royale et les îles de la Madeleine. Elle est également le nom donné par les Français à l'île, aujourd'hui connue sous le nom d'île du Prince-Édouard.

## Histoire

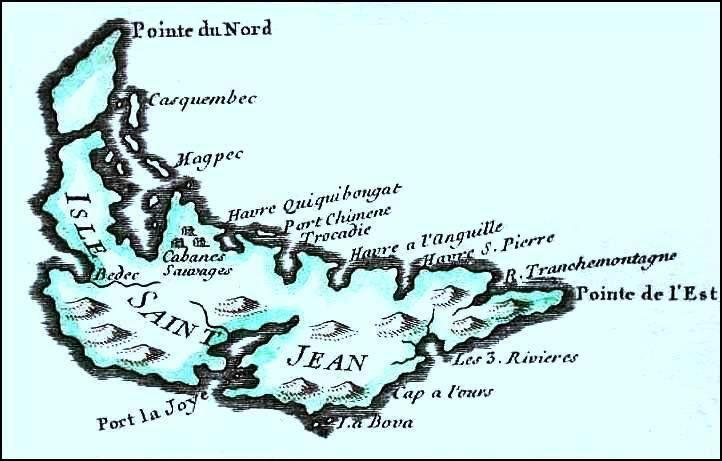
L’île Saint-Jean en 1744, alors sous drapeau et peuplement français.

Après 1713, la France entreprit de raffermir sa présence dans toute l'Acadie. Outre la construction de Louisbourg, elle était résolue d'organiser une colonie sur l'île Saint-Jean qui deviendra en 1799 l'île du Prince-Édouard. Les débuts du peuplement sont lents et en 1728, on n'y dénombrait que 297 résidents permanents. Au cours des années 1740-1750, des centaines d'Acadiens fuyant la Nouvelle-Écosse s'exilèrent sur l'île et la colonie compta plus de 4 000 habitants en 1755.
Le principal village de l'île était Port-la-Joye, où se tenaient les autorités administratives et militaires, au sud de la baie où se trouve la capitale actuelle de Charlottetown. Un Lieu historique national du Canada y est maintenant établi sous le nom de Skmaqn-Port-la-Joye–Fort-Amherst.
Après un siège de plusieurs semaines, Louisbourg, sur l'île Royale, tomba aux mains des Anglais le 26 juillet 1758. Deux semaines plus tard, un ordre de déportation fut donné aux Acadiens de l'île Saint-Jean. Les autorités anglaises avaient abandonné leur initiative d'assimiler les Acadiens dans les treize colonies anglaises et voulurent plutôt qu'ils retournassent en France. Près de 4 600 Acadiens vivaient alors sur l'île Saint-Jean. 
Le 17 août 1758, Port-la-Joye capitule face aux forces britanniques menées par le lieutenant-colonel Andrew Rollo. Il capture et déporte en France près de 3 100 habitants, tandis que les autres réussirent à se cacher ou à s'enfuir. 
Sur les douze navires qui déportèrent les Acadiens, trois coulèrent : le Duke William (364 morts), le Violet (280 morts) et le Ruby (213 morts). En tout 1 649 personnes, soit 53 % des déportés, se noyèrent ou moururent de maladies. Le Mary fut particulièrement touché par la maladie avec environ 255 décès (presque tous des enfants).